# Väsby och Härsby
Väsby och Härsby är en av SCB avgränsad och namnsatt småort i Norrtälje kommun, Stockholms län. Den omfattar bebyggelse i Väsby och Härsby belägna väster om Rösjön i Rö socken